# WIV Premier League 2019
La WIV Premier League 2019 fue la edición número 21 de la WIV Liga Premier. También fue la edición histórica del nuevo equipo, el Flamingo FC

## Formato
Esta temporada participan 6 equipos los cuales juegan entre sí mediante sistema de todos contra todos dos veces totalizando 10 partidos cada uno; al término de las 10 fechas los 2 clubes con el mayor puntaje se clasificarán a las semifinales y los 4 equipos jugarán los cuartos de final. al término de la fase final el equipo que gane la final se proclamará campeón y de cumplir los requisitos establecidos podrá participar a la CONCACAF Caribbean Club Shield 2020.

## Equipos participantes
- Academy Eagles FC
- AFC Academy
- Beaches FC
- Cheshire Hall
- Flamingo FC
- SWA Sharks

## Tabla de posiciones
Actualizado el 21 de junio de 2019.
| Pos. | Equipo            | PJ | PG | PE | PP | GF | GC | DG  | Pts. | Clasificado a    |
| ---- | ----------------- | -- | -- | -- | -- | -- | -- | --- | ---- | ---------------- |
| 1    | AFC Academy       | 10 | 9  | 1  | 0  | 35 | 11 | +26 | 28   | Semifinales      |
| 2    | Cheshire Hall     | 10 | 6  | 1  | 3  | 31 | 15 | +16 | 19   | Semifinales      |
| 3    | Beaches FC        | 10 | 5  | 0  | 5  | 22 | 24 | -2  | 15   | Cuartos de final |
| 4    | Flamingo FC       | 10 | 4  | 1  | 5  | 27 | 26 | +1  | 13   | Cuartos de final |
| 5    | SWA Sharks        | 10 | 4  | 0  | 6  | 19 | 24 | -5  | 12   | Cuartos de final |
| 6    | Academy Eagles FC | 10 | 0  | 1  | 9  | 6  | 39 | -33 | 1    | Cuartos de final |

## Cuartos de final
| Local       | Resultado | Visita            | Fecha       |
| ----------- | --------- | ----------------- | ----------- |
| Flamingo FC | 4 - 2     | SWA Sharks        | 22 de junio |
| Beaches FC  | 4 - 0     | Academy Eagles FC | 25 de junio |

## Semifinales
| Local         | Resultado | Visita      | Fecha       |
| ------------- | --------- | ----------- | ----------- |
| AFC Academy   | 3 - 1     | Flamingo FC | 29 de junio |
| Cheshire Hall | 0 - 3     | Beaches FC  | 2 de julio  |

## Final
| Local           | Resultado | Visita     | Fecha      |
| --------------- | --------- | ---------- | ---------- |
| AFC Academy (C) | 4 - 1     | Beaches FC | 6 de julio |